# 元江梨果寄生
元江梨果寄生（学名：Scurrula sootepensis）为桑寄生科梨果寄生属下的一个种。